# Snowboard agli VIII Giochi asiatici invernali - Halfpipe maschile
La gara di halfpipe maschile di snowboard agli VIII Giochi asiatici invernali si è svolta il 25 febbraio 2017 alla Bankei Ski Area di Sapporo in Giappone.

## Risultati
| Rank | Atleta         | Run 1 | Run 2 | Punti |
| ---- | -------------- | ----- | ----- | ----- |
| 1    | Zhang Yiwei    | 90.50 | 93.50 | 93.50 |
| 2    | Kweon Lee-jun  | 81.00 | 87.00 | 87.00 |
| 3    | Ayumu Nedefuji | 32.25 | 86.75 | 86.75 |
| 4    | Lee Min-sik    | 24.25 | 80.50 | 80.50 |
| 5    | Kim Ho-jun     | 74.25 | 19.25 | 74.25 |
| 6    | Lee Kwang-ki   | 73.75 | 11.50 | 73.75 |
| 7    | Huang Shiying  | 54.25 | 57.75 | 57.75 |
| 8    | Xu Dechao      | 52.00 | 5.75  | 52.00 |